# Ruth Keelikolani

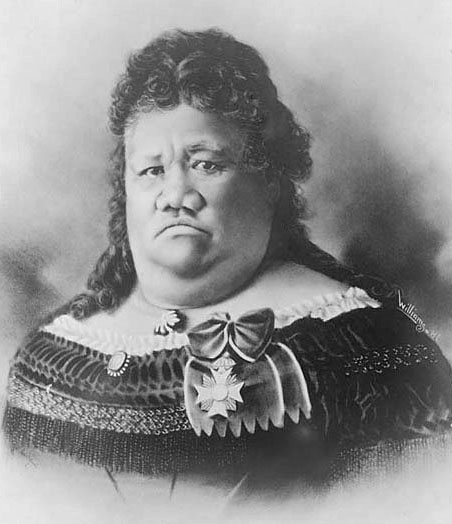
Ruth Keelikolani

Ruth Keelikolani, född 1826, död 1883, var en hawaiiansk prinsessa, sondotterdotter till kung Kamehameha I av Hawaii. Hon var medlem i kungliga rådet 1855-1857 och kunglig guvernör för Hawaii 1855-1874.

## Biografi
Ruth var dotter till prinsessan Kalani Pauahi och någon av dennas två äkta män: hennes mor var gift med två män samtidigt, något som var tillåtet enligt förkristen hawaiiansk sed, och enligt denna sed betecknades hon som barn av två fäder. Hon uppfostrades som adoptivdotter till drottning Kaahumanu. 
Då hennes farfar var son till en bihustru och hennes mor varit gift med två män ansågs hon utomäktenskaplig enligt kristen definition, och därför förlorade hon med konstitutionen 1840 sin arvsrätt till tronen. Hon var Hawaiis rikaste kvinna och en av de största markägarna, och hyrde ut sin mark till de västerländska nybyggarna istället för att sälja. 
Hon är känd för att under en tid då Hawaii snabbt förändrades till ett europeiskt präglat land hålla fast vid de hawaiianska sederna: även om hon fått ett kristet dopnamn, höll hon fast vid den hawaiianska religionen; hon uppförde västerländska hus åt sina gäster och familj men bodde själv i traditionella hus, och hon talade endast hawaiianska trots att hon kunde tala engelska - vid möte med utlänningar användes en tolk. Hon klädde sig dock i västerländska kläder. Vid ett vulkanutbrott 1880 bad hon till gudinnan Pele, och allmänheten ansåg då att detta hade räddat staden Hilo från lavan. På grund av sucessionsordningen som efter kristna riktlinjer bedömde henne som utomäktenskaplig diskvalificerades hon som kandidat vid kungakvalet 1872.
Hon var gift två gånger, 1841 med William Pitt Leleiohoku (1821-48) och 1856-68 med Isaac Young Davis (1826-89) och hade två söner: William Pitt Kinai (1842-59) och Keolakalani Davis (1862, död samma år) och en adoptivson, Leleihoku (1854-77), som 1874-77 var Hawaiis tronföljare.